# Hohengœft
Hohengœft [(h)oənɡœft]  est une commune française située dans la circonscription administrative du Bas-Rhin et, depuis le 1er janvier 2021, dans le territoire de la Collectivité européenne d'Alsace, en région Grand Est.
Cette commune se trouve dans la région historique d'Alsace.

## Géographie
Le Gœftberg, point culminant de la commune avec ses 397 mètres, est le sommet du Kochersberg.

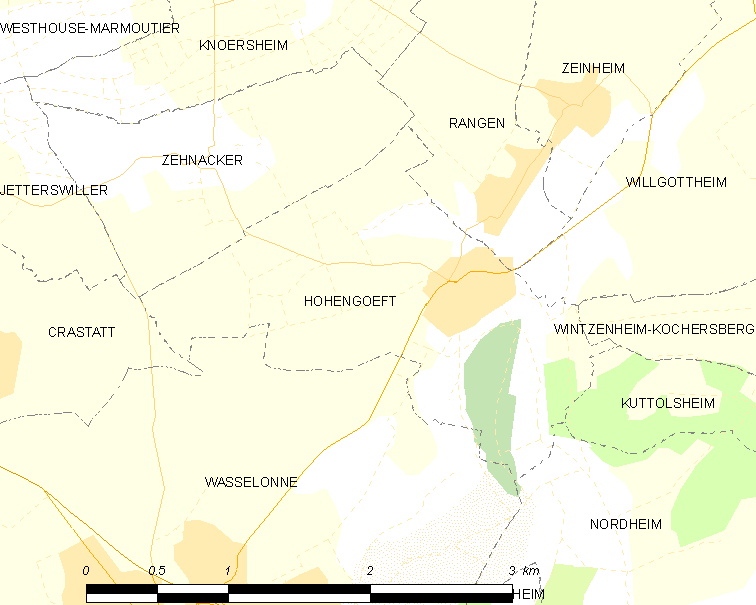
Carte de la commune.

| Zehnacker  | Zehnacker Rangen    | Rangen Willgottheim                 |
| Crastatt   | Hohengœft           | Wintzenheim-Kochersberg Kuttolsheim |
| Wasselonne | Nordheim Wasselonne | Kuttolsheim Nordheim                |

### Hydrographie
La commune est dans le bassin versant du Rhin au sein du bassin Rhin-Meuse. Elle est drainée par le ruisseau le Hohnengraben et le ruisseau le Wiedgraben,.

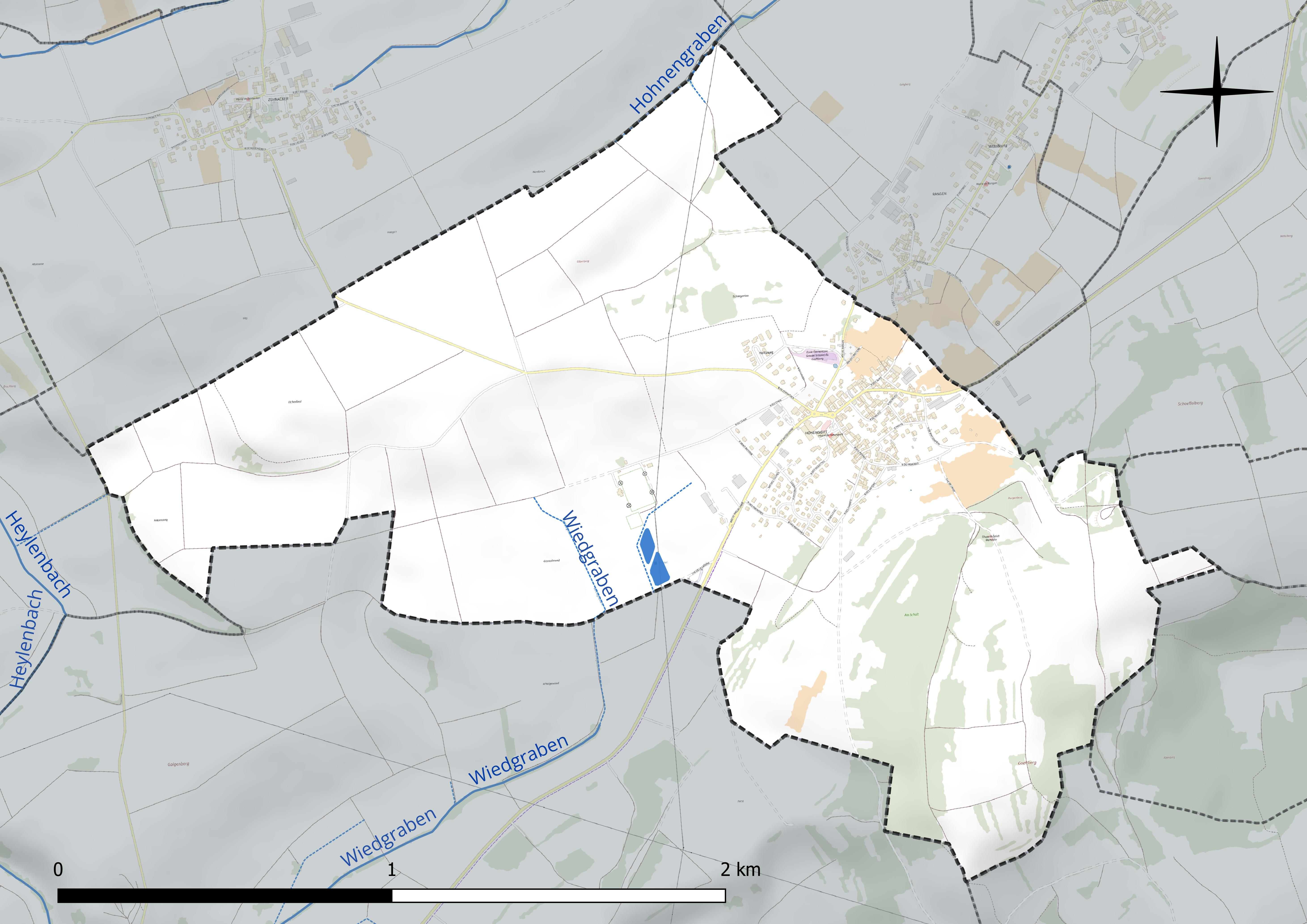
Réseau hydrographique de Hohengoeft.

### Climat
Pour des articles plus généraux, voir Climat du Grand Est et Climat du Bas-Rhin.
En 2010, le climat de la commune est de type climat des marges montargnardes, selon une étude du Centre national de la recherche scientifique s'appuyant sur une série de données couvrant la période 1971-2000. En 2020, Météo-France publie une typologie des climats de la France métropolitaine dans laquelle la commune est exposée à un climat semi-continental et est dans la région climatique  Vosges, caractérisée par une pluviométrie très élevée (1 500 à 2 000 mm/an) en toutes saisons et un hiver rude (moins de 1 °C). 
Pour la période 1971-2000, la température annuelle moyenne est de 10,1 °C, avec une amplitude thermique annuelle de 17,3 °C. Le cumul annuel moyen de précipitations est de 954 mm, avec 11,3 jours de précipitations en janvier et 11 jours en juillet. Pour la période 1991-2020, la température moyenne annuelle observée sur la station météorologique de Météo-France la plus proche, « Wangenbourg_sapc », sur la commune de Wangenbourg-Engenthal à 13 km à vol d'oiseau, est de 9,9 °C et le cumul annuel moyen de précipitations est de 1 131,8 mm. 
La température maximale relevée sur cette station est de 36,4 °C, atteinte le 25 juillet 2019 ; la température minimale est de −16,9 °C, atteinte le 7 février 2012,,. 
Les paramètres climatiques de la commune ont été estimés pour le milieu du siècle (2041-2070) selon différents scénarios d'émission de gaz à effet de serre à partir des nouvelles projections climatiques de référence DRIAS-2020. Ils sont consultables sur un site dédié publié par Météo-France en novembre 2022.

## Urbanisme

### Typologie
Au 1er janvier 2024, Hohengœft est catégorisée commune rurale à habitat dispersé, selon la nouvelle grille communale de densité à sept niveaux définie par l'Insee en 2022.
Elle est située hors unité urbaine. Par ailleurs la commune fait partie de l'aire d'attraction de Strasbourg (partie française), dont elle est une commune de la couronne,. Cette aire, qui regroupe 268 communes, est catégorisée dans les aires de 700 000 habitants ou plus (hors Paris),.

### Occupation des sols

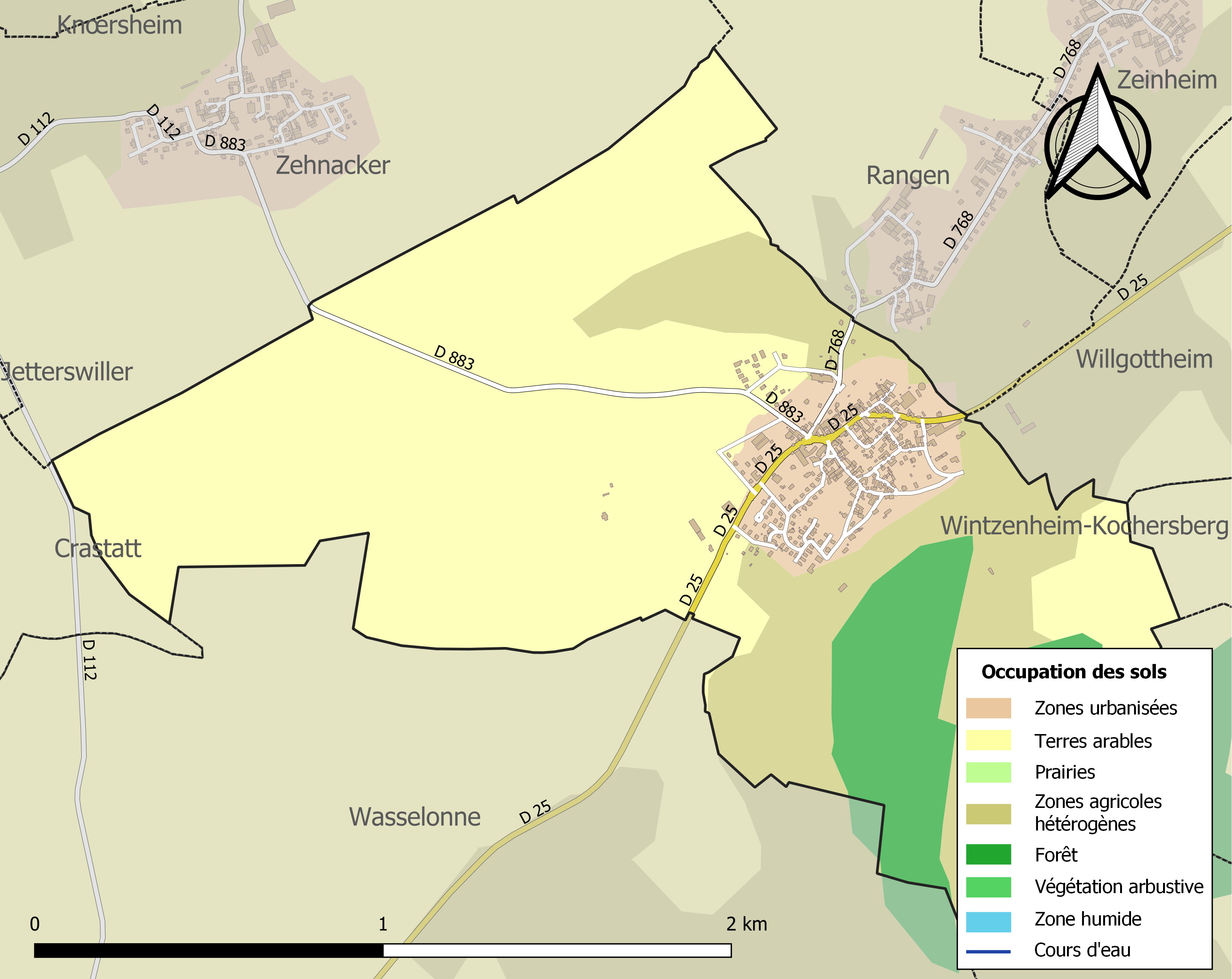
Carte des infrastructures et de l'occupation des sols de la commune en 2018 (CLC).

L'occupation des sols de la commune, telle qu'elle ressort de la base de données européenne d’occupation biophysique des sols Corine Land Cover (CLC), est marquée par l'importance des territoires agricoles (80,8 % en 2018), une proportion identique à celle de 1990 (80,8 %). La répartition détaillée en 2018 est la suivante : 
terres arables (58,2 %), zones agricoles hétérogènes (22,6 %), forêts (10,9 %), zones urbanisées (8,3 %).
L'IGN met par ailleurs à disposition un outil en ligne permettant de comparer l’évolution dans le temps de l’occupation des sols de la commune (ou de territoires à des échelles différentes). Plusieurs époques sont accessibles sous forme de cartes ou photos aériennes : la carte de Cassini (XVIIIe siècle), la carte d'état-major (1820-1866) et la période actuelle (1950 à aujourd'hui).

## Histoire
Le nom de Hohengœft a pour origine sa désignation en moyen allemand « Zuo dem hohen Geft », ce qui veut dire « près du haut belvédère », allusion faite au sommet voisin, le Gœftberg.
L'histoire de Hohengœft est attestée dès le VIIIe siècle où son nom apparait dans un inventaire des biens de l'abbaye de Hanau.
Hohengœft a successivement été la possession de l'évêque de Strasbourg, des comtes de Linange et du comté de Dabo.
Le nom de Hohengœft est attesté en 1793 ; il est de Hohengasft en 1801.
Le territoire communal a connu une exploitation de houille au XIXe siècle.
Généalogie
Les RP Hohengoeft (en ligne) étant incomplets, il faut consulter également les RP Chapitre rural de Saverne ( pas encore en ligne 06 2024 )

## Héraldique
| Blason de Hohengœft | Blason  | De sable à l'anse d'or. |
| Blason de Hohengœft | Détails |                         |

## Politique et administration
| Période                                  | Période                   | Identité                                          | Étiquette | Qualité |
| ---------------------------------------- | ------------------------- | ------------------------------------------------- | --------- | ------- |
| avant 1988                               | ?                         | Jean-Paul Finck                                   |           |         |
| mars 2001                                | En cours (au 31 mai 2020) | Pierre-Paul Enger, Réélu pour le mandat 2020-2026 | SE        |         |
| Les données manquantes sont à compléter. |                           |                                                   |           |         |

## Démographie
L'évolution du nombre d'habitants est connue à travers les recensements de la population effectués dans la commune depuis 1793. Pour les communes de moins de 10 000 habitants, une enquête de recensement portant sur toute la population est réalisée tous les cinq ans, les populations de référence des années intermédiaires étant quant à elles estimées par interpolation ou extrapolation. Pour la commune, le premier recensement exhaustif entrant dans le cadre du nouveau dispositif a été réalisé en 2008.

En 2022, la commune comptait 538 habitants, en évolution de +2,09 % par rapport à 2016 (Bas-Rhin : +3,17 %, France hors Mayotte : +2,11 %).
| 1793 | 1800 | 1806 | 1821 | 1831 | 1836 | 1841 | 1846 | 1851 |
| ---- | ---- | ---- | ---- | ---- | ---- | ---- | ---- | ---- |
| 433  | 486  | 531  | 493  | 556  | 627  | 601  | 640  | 691  |

| 1856 | 1861 | 1866 | 1871 | 1875 | 1880 | 1885 | 1890 | 1895 |
| ---- | ---- | ---- | ---- | ---- | ---- | ---- | ---- | ---- |
| 566  | 561  | 546  | 528  | 520  | 513  | 486  | 479  | 431  |

| 1900 | 1905 | 1910 | 1921 | 1926 | 1931 | 1936 | 1946 | 1954 |
| ---- | ---- | ---- | ---- | ---- | ---- | ---- | ---- | ---- |
| 446  | 456  | 427  | 417  | 370  | 344  | 346  | 330  | 327  |

| 1962 | 1968 | 1975 | 1982 | 1990 | 1999 | 2006 | 2008 | 2013 |
| ---- | ---- | ---- | ---- | ---- | ---- | ---- | ---- | ---- |
| 323  | 334  | 304  | 307  | 435  | 480  | 517  | 527  | 521  |

| 2018 | 2022 | - | - | - | - | - | - | - |
| ---- | ---- | - | - | - | - | - | - | - |
| 544  | 538  | - | - | - | - | - | - | - |

## Lieux et monuments

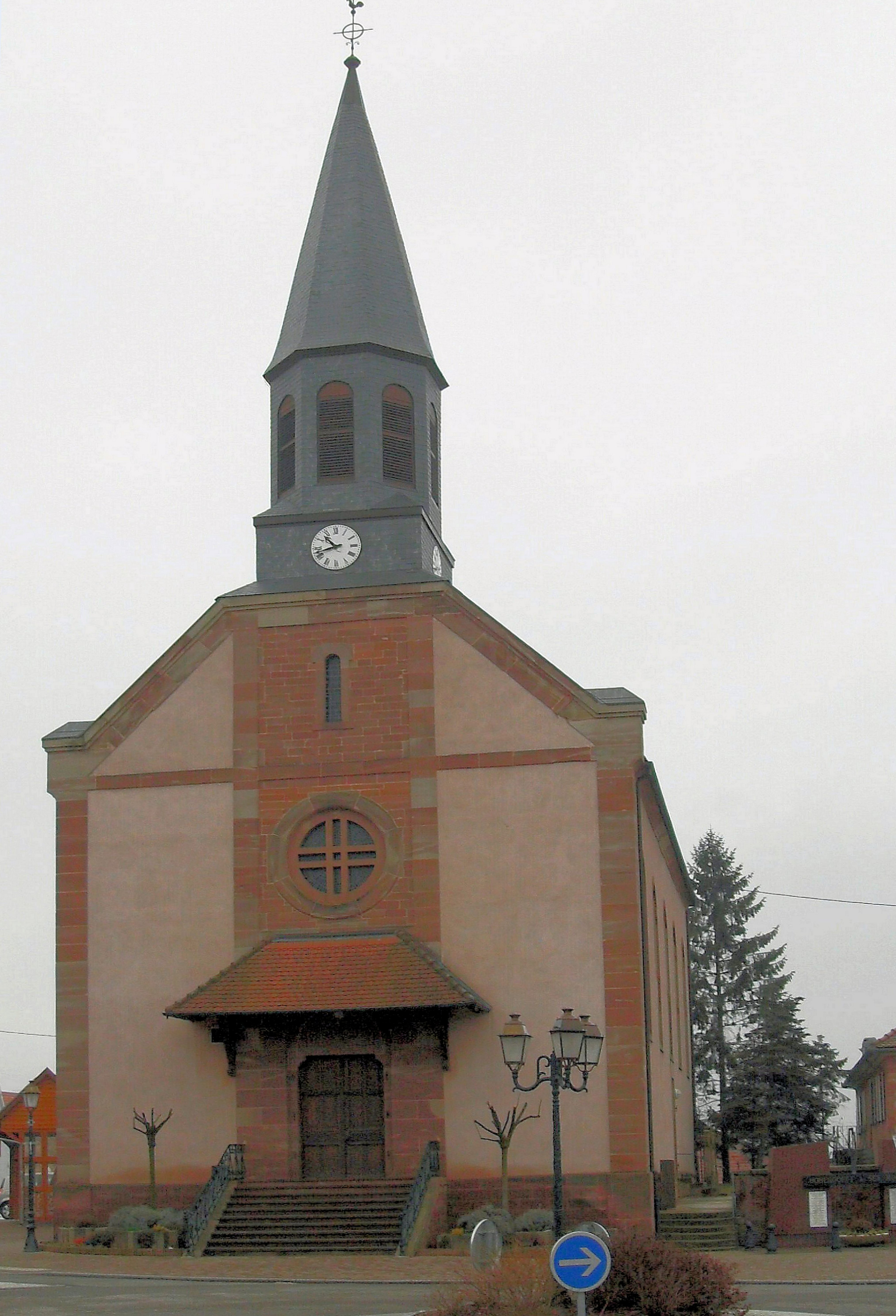
L'église Saint-Antoine.

- L'église : dédiée à saint Antoine de Padoue. Elle a été construite en 1867.

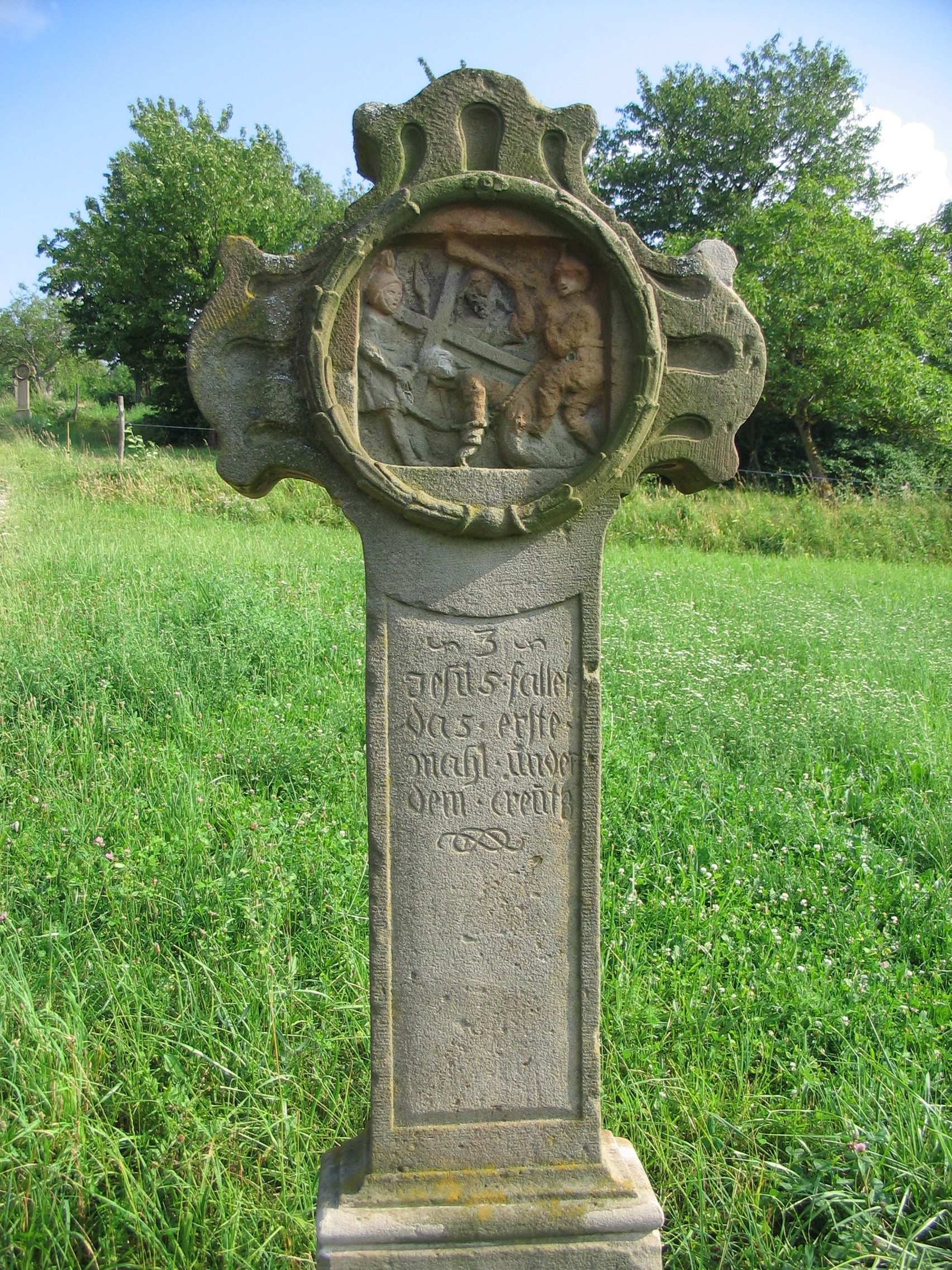
Une station du chemin de croix.

- Le presbytère : situé à côté de l'église, il date de 1808. Il servait autrefois de maison de dîme.
- Chemin de croix dû à l'initiative du curé Michel Adam. Quatorze stations en grès des Vosges sont implantées de part et d'autre du chemin rural qui conduit à la chapelle Saint-Wendelin et au sommet du Gœftberg. À l'intersection des bras de chaque croix, un médaillon en bas-relief présente une scène. Sur le fût, une inscription en allemand du XVIIIe siècle permet d'identifier la scène. Des traces de polychrome attestent que les médaillons étaient initialement colorés.

## Personnalités liées à la commune
- Florent Stengel (28/10/1865-12/04/1935) : restaurateur résistant durant la Première Guerre mondiale.
- Michel Stengel (2/10/1833-31/10/1902) : militaire aux côtés de Napoléon III.